# ユリリア (グアナフアト州)
ユリリア（Yuriria）
は、メキシコのグアナフアト州にある自治体。
メキシコ政府観光局(SECTUR)（スペイン語: Secretaría de Turismo (México)）によりプエブロ・マヒコとして選出された観光地。